# St.-Johann-Kirche (Taufers im Münstertal)

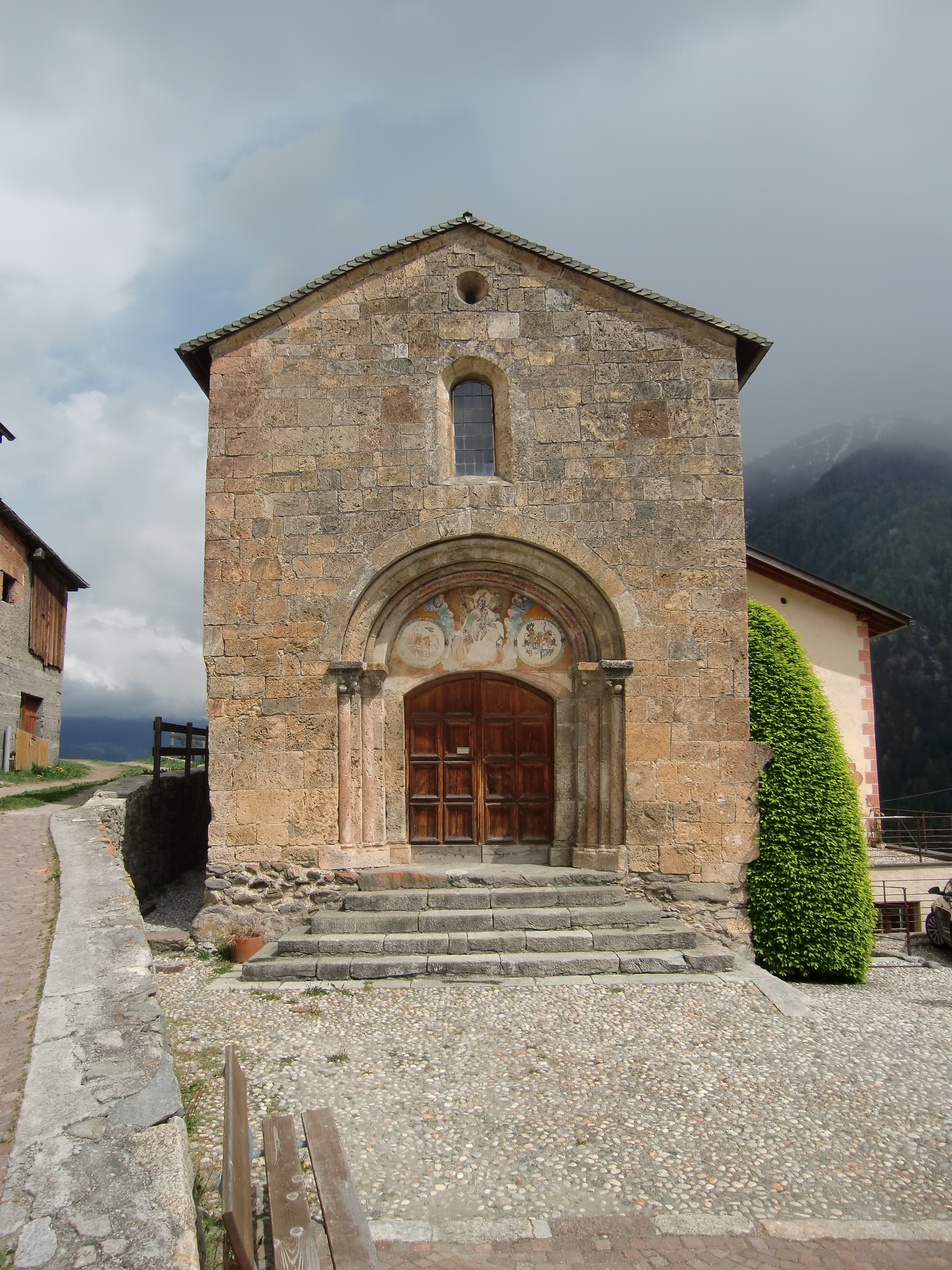
Westfassade mit Hauptportal

Die St.-Johann-Kirche in Taufers im Münstertal (Südtirol) ist wohl eines der ältesten, wenn nicht gar das älteste Gebäude, das heute noch zumindest in seinen Ansätzen im Dorf steht.
Die Ursprünge der Kirche gehen bis ins 9. Jh. zurück, als sie Teil eines um 1130 zerstörten Benediktinerklosters war. Ab 1300 wurden Teile der Kirche für das angegliederte Hospiz des Johanniterordens genutzt. Bekannt ist die Kirche vor allem durch das Fresko des hl. Christophorus auf der Nordseite, das älteste Christophorusbildnis Tirols (Anfang 13. Jh.). Außergewöhnlich ist auch die Anlage als Zentralbau in der Form eines griechischen Kreuzes. Diesem ist eine doppelte, zweigeschossige Vorhalle auf der Westseite vorgelagert. Am westlichen Seitenflügel befindet sich die Hauptfassade mit einem dreistufigen Flachbogenportal.

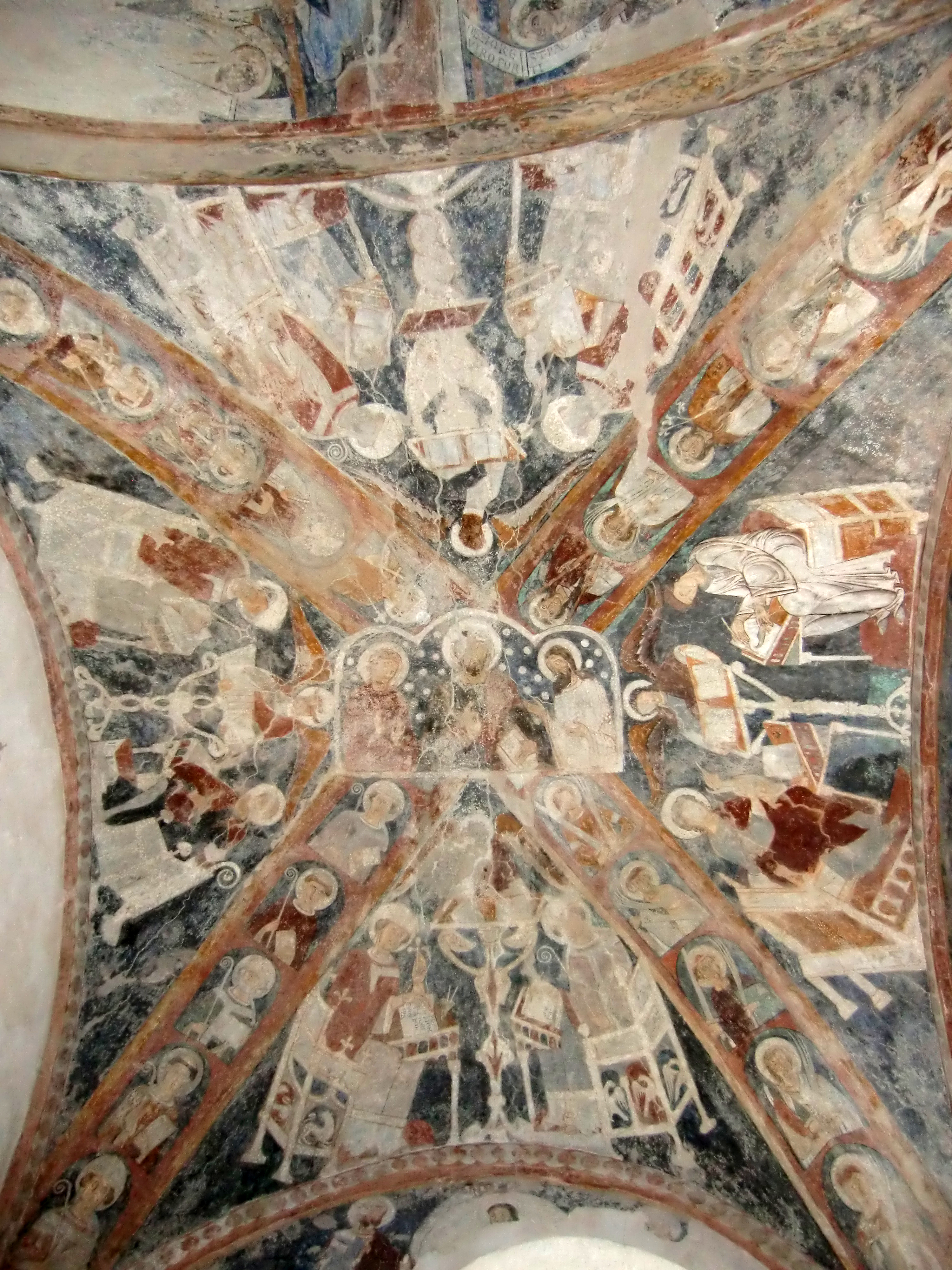
Fresken im Innern der Kirche

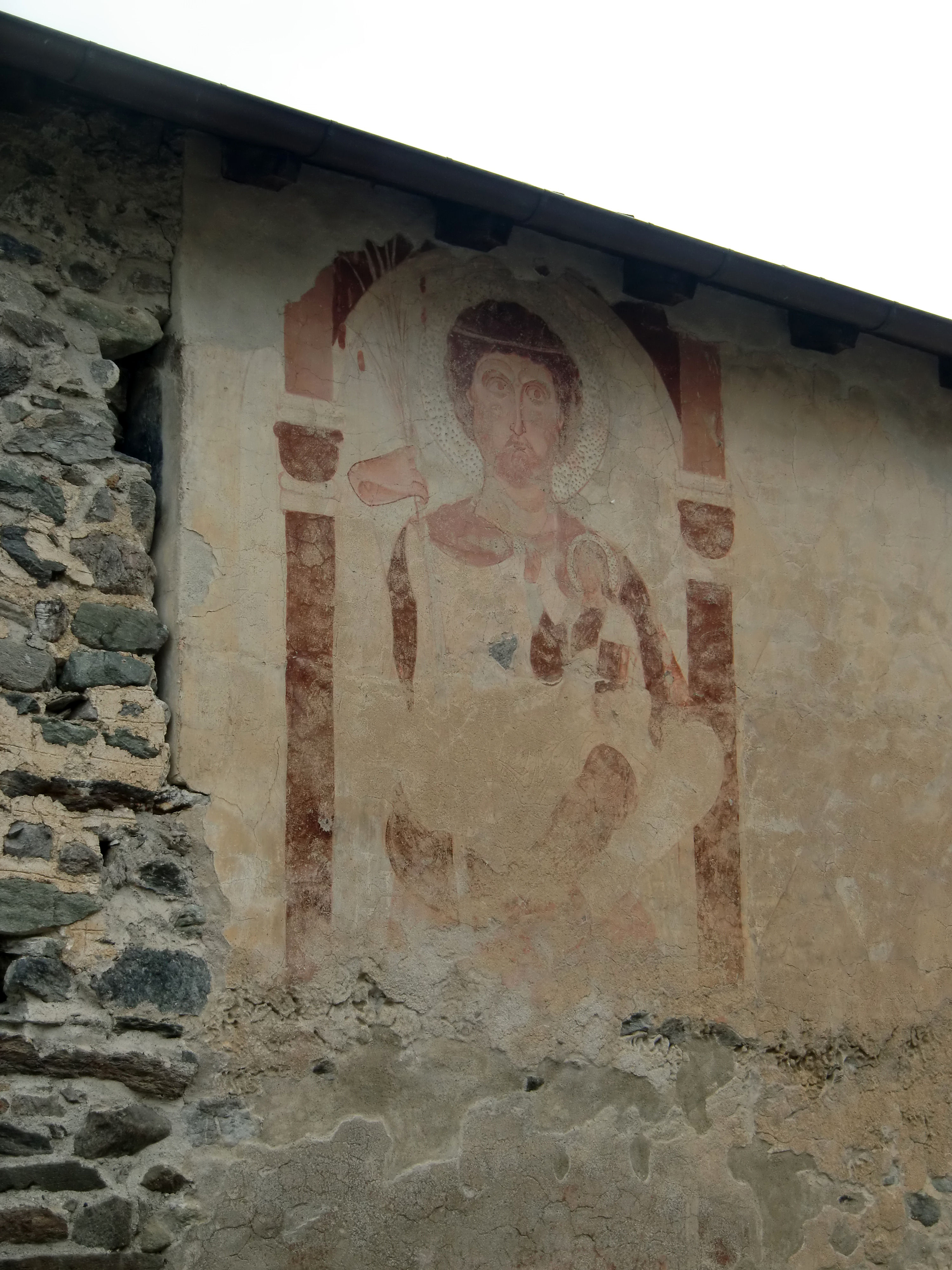
St.-Christophorus-Fresko auf der Nordseite

Romanische Fresken im Presbyterium (Südwand und Gewölbedecke) zeigen u. a. die Taufe Christi, Moses als Gesetzgeber, umstanden von an der Kopfbedeckung erkennbaren Juden, Christus zwischen Maria und Johannes sowie zahlreiche Äbte, Fürsten, Ritter und schreibende Kirchenlehrer. Im Obergeschoss der Vorhalle findet man eine gotische Freskenschicht (u. a. Enthauptung Johannes des Täufers, hll. Ursula und Katharina, Christus im Lendentuch, Ende 14. Jh.)